# ASL Airlines Ireland
ASL Airlines Ireland ist eine irische Fluggesellschaft mit Sitz in Dublin und Basis auf dem Flughafen Dublin. Sie ist eine Tochtergesellschaft der ASL Aviation Group.

## Geschichte
ASL Airlines Ireland wurde 1972 als AirBridge Carriers in East Midlands gegründet. Im September 1992 wurde sie in Hunting Cargo Airlines umbenannt. Im Juni 1998 kauften die Compagnie Maritime Belge zu 51 % und Safair zu 49 % die Gesellschaft auf, benannten sie in Air Contractors um und verlegten den Firmensitz nach Irland. Im Jahr 2015 wurde sie wiederum in ASL Airlines Ireland umbenannt.

## Flugziele
ASL Airlines Ireland führt Fracht- und Passagierflüge zu Zielen innerhalb Europas sowie in den USA durch. Vorwiegend fliegt sie allerdings Fracht insbesondere für Postgesellschaften und Paketdienste (z. B. FedEx und DHL).

## Flotte

### Aktuelle Flotte

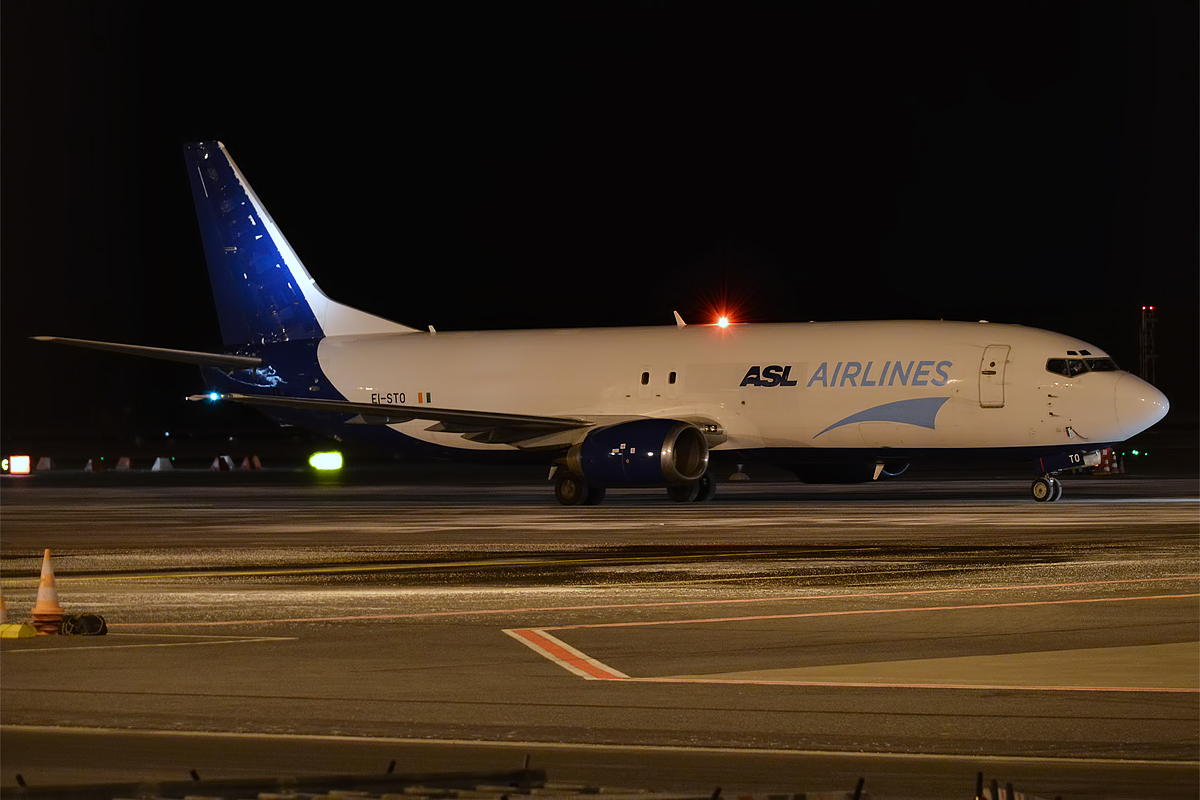
Boeing 737-400SF der ASL Airlines Ireland

Mit Stand April 2025 besteht die Flotte der ASL Airlines Ireland aus 36 Flugzeugen mit einem Durchschnittsalter von 18,6 Jahren:
| Flugzeugtyp         | Anzahl | bestellt | Anmerkungen | Durchschnittsalter |
| ------------------- | ------ | -------- | --- | ------------------ |
| ATR 72-500F         | 02     |          | | 06,4 Jahre         |
| ATR 72-600F         | 09     |          | betrieben für FedEx Feeder                                                                                              | 06,4 Jahre         |
| Airbus A300B4-600RF | 06     | 1        | betrieben für DHL Aviation                                                                                              | 23,0 Jahre         |
| Airbus A330-300P2F  | 0      | 1        | | 0                  |
| Boeing 737-400SF    | 05     |          | drei inaktiv | 28,6 Jahre         |
| Boeing 737-800BCF   | 14     | 2        | mit Winglets ausgestattet; neun betrieben für Amazon Prime Air; zwei betrieben für SolitAir sowie eine für DHL Aviation | 22,7 Jahre         |
| Gesamt              | 36     | 4        | | 18,6 Jahre         |

### Ehemalige Flugzeugtypen
In der Vergangenheit setzte ASL Airlines Ireland folgende Flugzeugtypen ein:
- ATR 42-300F
- ATR 72-200F
- Airbus A330-200F
- Boeing 737-300
- Boeing 757-200
- Lockheed L-188 Electra
- Lockheed L382G Hercules
- Vickers Vanguard

## Zwischenfälle
Air  Bridge Carriers verzeichnete in ihrer Geschichte einen Zwischenfall mit Totalverlust des Flugzeugs:
- Am 17. April 1982 brach an einer Armstrong Whitworth Argosy 102 der britischen Air Bridge Carriers (Luftfahrzeugkennzeichen G-APRN) bei der Landung auf dem Flughafen Belfast International (Nordirland) das rechte Hauptfahrwerk zusammen. Grund war ein technischer Defekt. Das Flugzeug wurde irreparabel beschädigt. Beide Piloten, die einzigen Insassen auf dem Frachtflug, überlebten den Unfall.[3]

ASL Airlines Ireland verzeichnet in ihrer Geschichte drei Zwischenfälle mit Totalverlust der Flugzeuge: Auszug:
- Am 17. Juli 2011 verunglückte eine ATR 72-200 (EI-SLM), die im Auftrag der Aer Lingus mit 21 Passagieren und vier Mann Besatzung von Manchester nach Shannon flog, bei der Landung in Shannon mit stürmischem Seitenwind.[5]

- Am 12. Februar 2014 wurde eine ATR 42-300 der irischen Air Contractors (EI-BYO) auf dem Flughafen Shannon (Irland) irreparabel beschädigt, als ein Sturm mit 58 Knoten (107 km/h), in Böen bis zu 79 Knoten (146 km/h) über den Flugplatz fegte. Personen kamen dabei nicht zu Schaden.[6]